# Шноре, Эльвира Давыдовна
Эльвира Давыдовна Шноре (латыш. Elvīra Šnore, урождённая Vilciņa; 1905—1996) — советская и латвийская учёная-археолог, после нострификации диплома в Латвийской Республике доктор исторических наук, исследователь этногенеза латгалов, селов и ливов.
Исследовала более 60 памятников, автор около 150 научных работ.

## Биография
Родилась 15 января 1905 года в Риге в семье ремесленника Давыда Вилциня и его супруги Алвине Розалии.
В 1922 году, закончив среднюю школу, поступила на историческое отделение философско-филологического факультета Латвийского университета. Первым знакомством с археологией стали лекции известного учёного Макса Эберта. Уже в университете её заинтересовала тема этногенеза латгалов.
Уже во время учёбы в 1926 году впервые участвовала в археологических раскопках под руководством Франца Баллода, возглавившего университетскую кафедру в 1924 году.
В 1928 году Эльвира вышла замуж за однокурсника, позднее обучавшегося в Оксфорде, Кембридже и Берлине, — Рауля Шноре (1902—1962). Венчание состоялось 26 декабря в рижской Мариинской церкви. С 1928 по 1930 год супруги жили в Краславе, где Эльвира работала учителем местной средней школы. В 1930 году родилась их старшая дочь Иева (в замужестве Циммермане, 1930-2014), и они вернулись в Ригу.
Эльвира возобновила занятия в университете и в 1932 году окончила курс с дипломной работой по погребальному убору латгальской женщины позднего железного века. Тогда же была опубликована её первая научная статья, после чего она была оставлена при университете для специализации по археологии.
Эльвира была принята в Археологический отдел Государственного исторического музея (ныне Национальный музей истории Латвии), который Рауль Шноре возглавил в 1936 году.
В порядке подготовки к научной деятельности была командирована в 1932 году в Стокгольм, в 1935 году — в Париж, Брюссель и Берлин, в 1937 году — в Хельсинки.
В 1932 году она провела первые самостоятельные археологические раскопки в Сакстагале. С 1933-го по 1944 год она возглавляла Археологический отдел Исторического музея. Для её научной работы были характерны упорство, скрупулёзность в описании найденных материальных предметов и их всесторонний исчерпывающий анализ.
После Великой Отечественной войны Эльвира Шноре с 1946 года начала работать во вновь созданном Институте истории и материальной культуры Академии наук Латвийской ССР. Первоначально её зачислили в сектор материальной культуры под руководством Т.Зейда. Сектор был в 1951 году преобразован в Археологический, им до 1957 года руководил тот же Зейд, затем А. Стубав.
В послевоенный период в республике были проведены крупные раскопочные изыскания, собран источниковый фонд, послуживший базой для археологических исследований и выводов. Эльвира Давыдовна стала преподавателем Латвийского государственного университета, передавая молодёжи свои знания и практический опыт.
Эльвира Давыдовна представляла латвийскую науку на международных, союзных и республиканских конгрессах, конференциях и симпозиумах, в частности, участвовала в I Конгрессе славянской археологии в Варшаве и в VII Международном конгрессе антропологов и этнографов в Москве (1964).
Эльвира Шноре была ведущим латвийским археологом в 1940-х — 1970-х годах. Всего под её руководством изучено свыше 60 объектов.
В 1948-49 году были проведены раскопки Нукшинского могильника в Латгалии, где было обнаружено 218 захоронений латгалов IX—XIII веков. Полученные данные дали обширные материалы по культуре латгалов, их социальной дифференциации и обычаям.
Исследования могильника Кивты, которые велись в 1948-1949 годах, вскрыли остатки ливского поселения III—VI вв. на северном берегу озера Цирма, в Лудзенском районе Латвийской ССР. Были обнаружены остатки жилищ, углублённых в землю и наземных, с очагами. В ходе раскопок было установлено, что жителей Кивт занимались земледелием и скотоводством, охотой и рыболовством; им также были известны навыки обработки железа и бронзы. Находки большого количества так называемой текстильной керамики свидетельствуют об оживлённых связях с племенами дьяковской культуры славян. Позднее, в VIII—XII вв. на месте поселения существовал грунтовой могильник латгалов (археологи обнаружили 175 погребений).
В 1949—1954 годах под руководством Шноре производились раскопки в городище Асоте, где находился один из экономических и политических центров латгалов (I тыс. до н. э.— XIII в. н. э.). Исследования этого городища легли в основу её кандидатской диссертации, защищенной ею в 1958 году («Асотское городище по данным археологических раскопок 1949—1954 гг.»), став также материалом для опубликованной монографии, являющейся самой обширной из работ, посвященных одному археологическому памятнику Латвии (Э. Д. Шноре. Асотское городище по данным археологических раскопок. 1949—1954. Рига, 1958).
В 1960-1965 годах Эльвира Шноре провела обширные раскопки на месте строительства Плявиньской ГЭС на Даугаве, которые обобщены в книге «Древний Селпилс» (Senā Sēlpils, 1980). Она также провела раскопки в зоне затопления Рижской ГЭС. 9 раскопочных сезонов (1966-1974) были посвящены изучению могильников и городищ вблизи острова Доле, в ходе которых изучалась культура ливов.
Научная деятельность Шноре в послевоенные годы шла в тесном сотрудничестве с выдающимся эстонским археологом — профессором X. А. Моорой.
Эльвира Шноре умерла 26 сентября 1996 года в Риге. Похоронена на городском 1-м Лесном кладбище рядом с супругом Раулем.

## Награды
В 1976 году старший научный сотрудник Института истории Академии наук Латвийской ССР Э.Д. Шноре была удостоена Государственной премии Латвийской ССР в области науки за книгу «Latvijas PSR arheoloģija» вместе c заведующим сектором Э.С. Мугуревичем, старшим научным сотрудником А.Я. Стубавом, научными сотрудниками Ф.А. Загорскисом, А.Э. Зариней.

## Труды
Научная деятельность Э. Д. Шноре затрагивала две темы: этническую историю и материальную культуру латгалов, ливов, селов в их связи со славянскими племенами. Она руководила многими охранно-спасательными археологическими раскопками на территориях новостроек Латвии.
- Elvīra Šnore, Teodors Zeids. Нукшинский могильник. Рига: Издательство Академии наук Латвийской ССР, 1957.
- «Асотское городище по данным археологических раскопок 1949—1954 гг.». Автореферат кандидатской диссертации. Рига, 1958[11].
- Шноре Э., Цимермане И., Поселение и могильник в Кивты (Восточная Латвия), в сборнике: От эпохи бронзы до раннего феодализма, Таллин: Ээсти раамат, 1966.
- Latvijas PSR arheoloģija (Археология Латвийской ССР), ответственный редактор и автор. — Рига: Zinātne, 1974. — 373 с[2], на латышском яз.
- E.Šnore, A.Zariņa. Senā Sēlpils. — Рига: Zinātne, 1980. — 234 с.[13], на латышском яз.
- E.Šnore. Kivtu kapulauks. — Рига: Zinātne, 1987. — 80 с[14], на латышском яз.
- Lejasdopeļu kapulauks senajā Sēlijā (латыш.) // Arheoloģija un etnogrāfija: Научный журнал. — Институт истории Латвии Латвийского университета, 1997.— XIX.— с. 64-81.— ISSN 0320-9415[15][16].

## Адреса
Рауль и Эльвира Шноре сразу после венчания жили в Риге на улице Стрелниеку, 9, кв.11. После войны они занимали в Риге квартиру №5 на ул. Нометню, 45, в рижском Задвинье.